# Mijlpalen van het Wateringse Veld

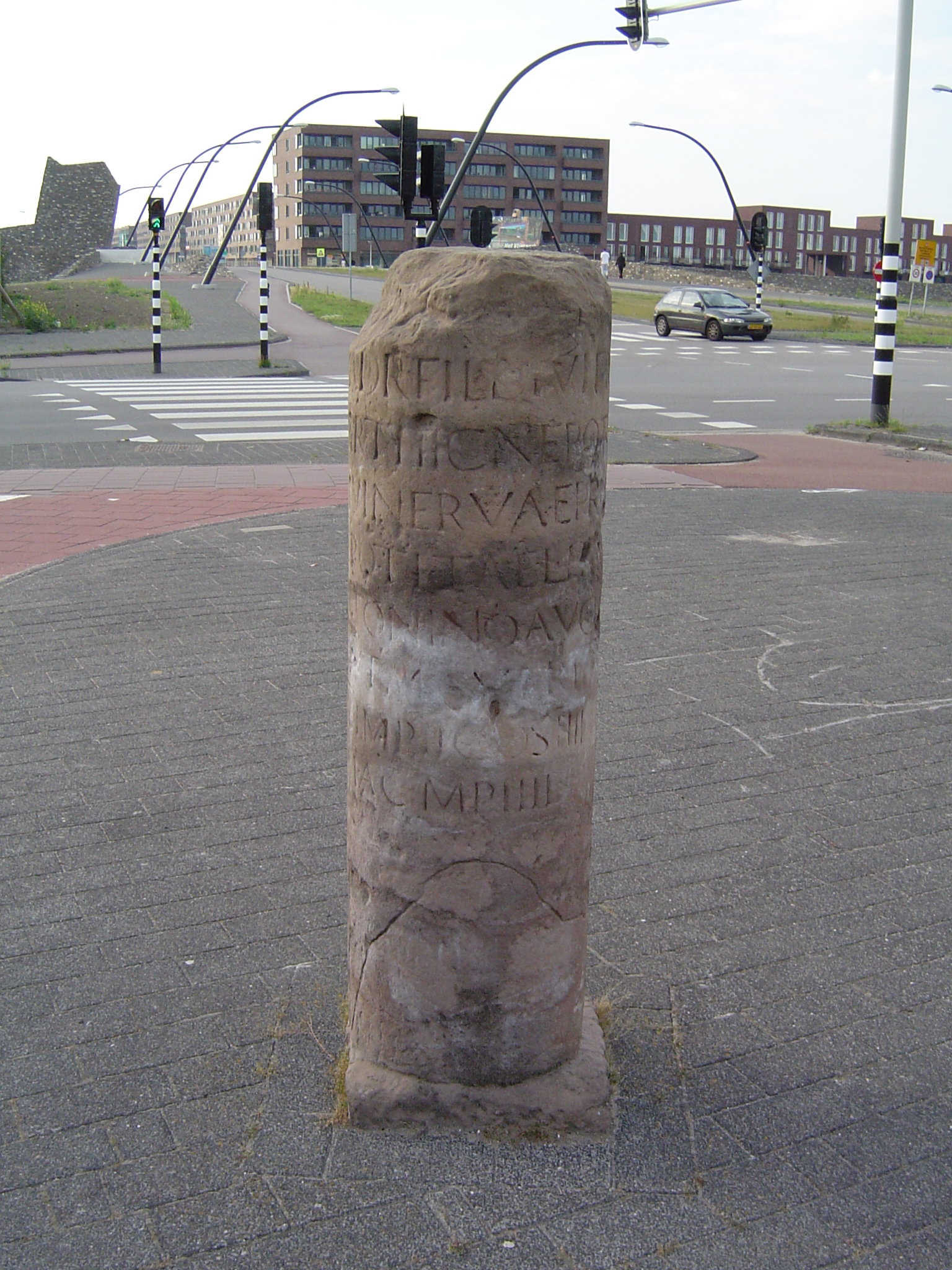
Replica van de mijlpaal van Antoninus Pius

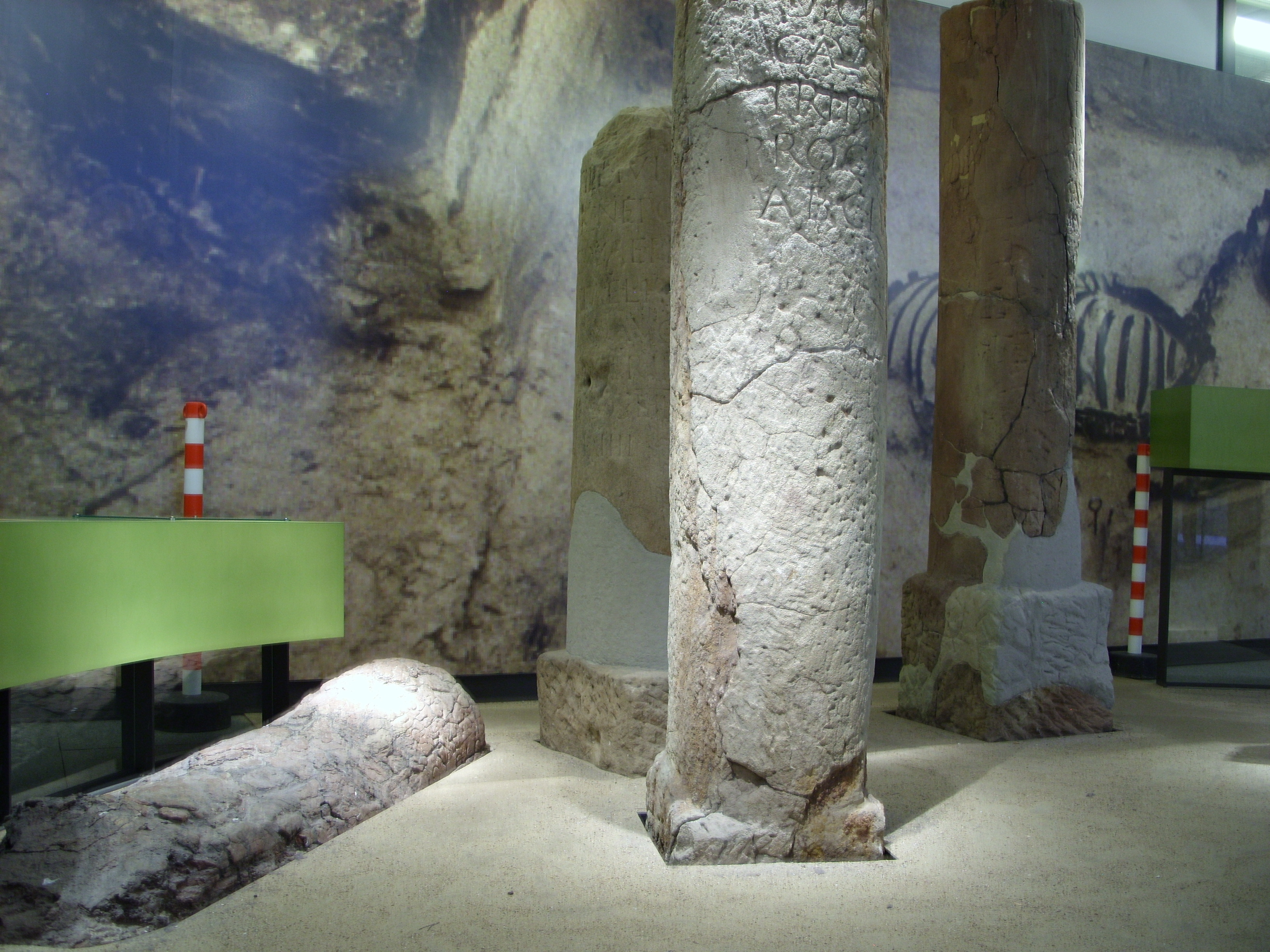
De vier mijlpalen tentoongesteld in het Museon in Den Haag

De Mijlpalen van het Wateringse Veld zijn vier mijlpalen uit de Romeinse tijd, die zijn gevonden bij opgravingen in de wijk Wateringse Veld in Den Haag.

## Opgravingen
Bij de start van de bouw van de nieuwbouwwijk "Wateringse Veld" werden door de archeologische dienst van de gemeente Den Haag in 1997 een aantal opgravingen gedaan, toen in een greppel bij de weg "Oosteinde" twee rechthoekige natuurstenen blokken werden gevonden. Bij het verder uitdiepen van deze greppel werden de vier mijlpalen aangetroffen, waarvan drie nog in goede staat. Dit was een unieke vondst voor Nederland, waar tot dan toe slechts twee redelijk complete mijlpalen (bij Monster en in Rijswijk) en een fragment van een derde - ingemetseld in een muur van de Valkhof in Nijmegen - waren gevonden.

De rechthoekige blokken bleken de sokkels te zijn geweest waarop twee van de mijlpalen ooit stonden. Verdere opgravingen toonden aan dat er op deze plaats een Romeinse weg was geweest evenwijdig aan het kanaal van Corbulo, waarvan het bestaan al werd vermoed. De palen werden uitgegraven en staan tentoongesteld in het Museon in Den Haag, bij het kruispunt Oosteinde-Laan van Wateringse Veld zijn vier replica's van de palen geplaatst met daarbij een informatiebord. Op de oorspronkelijke opgravingsplaats bij Mijlpaal 22-24 zijn vier betonblokken ter markering geplaatst.

## De Romeinse weg
De mijlpalen zijn in de tweede en derde eeuw langs een belangrijke weg geplaatst, die vermoedelijk langs het Kanaal van Corbulo van Naaldwijk, via Rijswijk naar de stad Forum Hadriani liep en van hieruit verder in noordelijke richting tot aan de Limes, de noordelijke grens van het Romeinse Rijk. De weg en het kanaal verbonden zo de oude Maasmonding met de Rijn. Meer restanten van de weg zijn langs het tracé in het Wateringse Veld en Leidschendam teruggevonden.
Het was standaard Romeins gebruik om langs de hoofdwegen om de Romeinse mijl een paal te plaatsen, die zowel de afstand naar de dichtstbijzijnde stad aangaf, de regerende keizer eerde of herinnerde aan een bijzondere gebeurtenis, zoals de aanleg van een weg of het herstel daarvan. De oudere palen werden niet vervangen, er werd gewoon een nieuwe naast geplaatst.

## De mijlpalen
Alle mijlpalen zijn voorzien van gedeeltelijk bewaard gebleven inscripties, waarop de namen en titels van de keizer, het jaar waarin ze geplaatst werden en de afstand naar Forum Hadriani stonden vermeld. De palen zijn geplaatst tijdens de regering van Antoninus Pius, Caracalla, Gordianus III en Decius. Na het plaatsen van de laatste mijlpaal rond 250 raakte de weg in verval. In deze tijd raakte de macht van de Romeinen door de Crisis van de derde eeuw in dit gebied verzwakt en Germaanse stammen vielen er binnen. Forum Hadriani werd na 270 al niet meer bewoond. Waarschijnlijk zijn de vier mijlpalen later door vandalen omgeduwd en in het water langs de weg terechtgekomen, waardoor ze bewaard zijn gebleven. De palen zijn na restauratie tentoongesteld in het Museon in Den Haag. Vier replica's zijn in de buurt van de oorspronkelijke vindplaats langs het Oosteinde geplaatst.

### Mijlpaal van Antoninus Pius
De oudste paal is in 151 geplaatst tijdens de regering van Antoninus Pius. De paal is goed bewaard gebleven en de inscriptie is nog grotendeels intact;

IMP(eratori) CAES(ari) DIVI
HADR(iani).FIL(io) DIVI.TRAI(ani)
PARTHIC(i).NEPOTI
DIVI.NERVAE.PRO
NEPOTI.T(ito)AEL(io).HADR(iano)
ANTONINO.AUG(usto).PIO
PONT(ifici) MAX(imo) TRIB(unicia) POTEST(ate)
XIIII.IMP(eratori) II CO(n)S(uli) IIII
A M(unicipio) A(elio) C(ananefat(i)um).MP IIII
De vertaling luidt:
Voor de opperbevelhebber en keizer,
van de vergoddelijkte Hadrianus, zoon van de vergoddelijkte Traianus
met de eretitel Parthicus de kleinzoon,
van de vergoddelijkte Nerva de achterkleinzoon
(namelijk) Titus Aelius Hadrianus
Antoninus Augustus Pius
opperpriester, met tribuunsmacht
voor het 14e jaar, opperbevelhebber voor de 2e maal, consul voor de 4e
maal (is dit opgericht)
vanaf Municipium Aelium Cananefat(i)um 4 mijlen
De laatste regel (AMAC. MPIIII) geeft aan dat de afstand vanaf hier vier Romeinse mijlen (Milia Passuum) was naar Municipium Aelium Cananefatium, de officiële naam voor Forum Hadriani. Vier Romeinse mijlen is ongeveer zes kilometer en dat komt precies overeen met de afstand tot de archeologische vindplaats van deze stad in Voorburg. Mogelijk werd deze paal ter gelegenheid van de aanleg van de weg geplaatst. Het was waarschijnlijk ook Antoninus Pius die Forum Hadriani rond 150 de status Municipium gaf.

### Mijlpaal van Caracalla
De tweede paal werd in 212 of 213 geplaatst tijdens de regering van Caracalla. De inscriptie op deze paal is veel minder goed bewaard gebleven. De naam van de keizer is nog goed leesbaar, maar zijn officiële functies die een exacte datering mogelijk zouden maken niet meer. De naam van Municipium Aelium Cananefatium is ook niet meer leesbaar, de afstand van vier mijl nog wel. Een gedeeltelijke reconstructie van de inscriptie;
IMP(erator).CAES(ar)
DIVI.SEPTIMI
SEVERI.PII.ARABICI
ADIABENICI.PARTHI
CI.MAX(imi).BRITANICI
MAX(imi).FILIVS
M.AVR (elius).ANTONINVS
PIVS.F(elix).AUG(ustus).PARTHICVS
MAXIM(us).BRITANICVS
MAXIM(us).PONT(ifex).MAXIM(us)
Het resterende deel is niet meer zichtbaar, buiten een paar losse letters en het al bekende MILIA PASS IIII.
De vertaling luidt:
De opperbevelhebber en keizer,
van de vergoddelijkte Septimius
Severus, de vrome, met de eretitels Arabicus,
Adiabenicus, Parthicus
Maximus, Britanicus
Maximus, de zoon
(namelijk) Marcus Aurelius Antoninus
Pius, de gelukkige, met de eretitels Parthicus
Maximus, Britannicus
Maximus, opperpriester
Caracalla was maar een bijnaam voor deze keizer. Zijn officiële naam Marcus Aurelius Antoninus staat dan ook op de paal vermeld.

### Mijlpaal van Gordianus III
De derde paal werd waarschijnlijk tussen 242 en 244 geplaatst tijdens de regering van Gordianus III, die in 238 op 13-jarige leeftijd tot keizer werd gekroond. Deze paal is het minst goed bewaard gebleven, want de steen was nogal zacht geworden tijdens de lange periode dat de mijlpaal in de klei lag. De inscriptie kan met enige moeite deels worden gereconstrueerd;
IMP(eratori) CAES((ari)
MARCO ANTONIO
GORDIANO PIO
FELICI INVICTO
AVG(usto) PONTIF(ici) MAX(imo)
TRIB(unicia) POTES(tate) CO(n)S(uli)
Het resterende deel van de tekst is vrijwel onleesbaar.
De vertaling luidt:
Voor de opperbevelhebber en keizer
Marcus Antonius
Gordianus, de toegewijde,
de gelukkige, de onoverwinnelijke
Augustus, opperpriester,
volkstribuun, consul

### Mijlpaal van Decius
De laatste paal is in 250 geplaatst tijdens de regering van Decius. Deze mijlpaal is redelijk goed bewaard gebleven en de inscriptie is nog leesbaar;
IMP(eratori) CAES(ari) C(aio) MESSIO
QVINTO TRAIANO
DECIO PIO FELIC(i).INVI
C(to) AVG(usto) PONT(ifici) MAX(imo)
TRIB(unicia).POTES(tate) CO(n)S(uli) II.P(atri).P(atriae)
PROCO(n)S(uli) CANANEFATES
AB CIVITATE LEVG(ae)
De vertaling luidt:
Voor de opperbevelhebber en keizer Gaius Messius
Quintus Traianus
Decius, de vrome, de gelukkige, de onoverwinnelijke,
Augustus, opperpriester,
volkstribuun, consul voor de 2e maal, vader des vaderlands
proconsul, (hebben) de Cananefaten (deze paal opgericht)
Vanaf de civitashoofdstad ... leugae.
Een bijzonder detail aan deze mijlpaal is dat de Cananefaten erop vermelden dat ze zelf opdracht hebben gegeven voor de plaatsing. Deze vermelding is voor Romeinse mijlpalen een ongebruikelijk feit. Daarnaast is op deze paal de afstand niet aangegeven in Romeinse mijlen (Milia Passuum, MP), maar in de Gallische mijl, de leuga. Deze was 2218 meter lang en was in de loop van de derde eeuw de standaardmaat voor grote afstanden geworden. Het aantal leugae is niet in de paal uitgehakt, waarschijnlijk was dit er met verf opgeschilderd.